# Реццонико, Джованни Баттиста
Джованни Баттиста Реццонико (итал. Giovanni Battista Rezzonico; 1 июня 1740, Венеция, Венецианская республика — 21 июля 1783, Рим, Папская область) — итальянский куриальный кардинал. Племянник Папы Климента XIII и брат кардинала Карло Реццонико младшего. Префект Апостольского дворца и папский мажордом с 21 июля 1766 по 10 сентября 1770. Про-секретарь мемориальных дат с 25 февраля 1775 по 21 июля 1783. Кардинал-дьякон с 10 сентября 1770, с титулярной диаконией Сан-Никола-ин-Карчере с 12 декабря 1770.